# Hyporhagus egregius
Hyporhagus egregius is een keversoort uit de familie somberkevers (Zopheridae). De wetenschappelijke naam van de soort werd in 1872 gepubliceerd door Henri Achar de Bonvouloir.